# Мар, Том
Том Мар (англ. Tom Maher; род. 4 сентября 1952, Мельбурн) — австралийский баскетбольный тренер, двукратный призёр Олимпийских игр (1996, 2000) и бронзовый призёр чемпионата мира 1998 года с женской сборной Австралии, чемпион Азии 2005 года и победитель Азиатских игр 2006 года с женской сборной Китая. Девятикратный чемпион Женской национальной баскетбольной лиги Австралии, четырёхкратный тренер года ЖНБЛ, первый иностранный тренер в женской НБА, член Зала славы австралийского баскетбола (2006) и Зала славы ФИБА (2021).

## Биография
Родился в Мельбурне в 1952 году. С 1981 по 1989 год тренировал женскую баскетбольную команду «Нанавадинг Спектрз», за это время завоевав с ней 6 титулов чемпионов Женской национальной баскетбольной лиги (в том числе четыре раза подряд в 1986—1989 годах). В 1987 был признан тренером года ЖНБЛ. В эти годы в «Нанавадинге» играла жена Тома Мара Робин, и он способствовал её становлению как одной из лучших баскетболисток Австралии. В 1992 году Мар стал также чемпионом и тренером года ЖНБЛ с клубом «Перт Брейкерс».
В 1993 году назначен на пост главного тренера женской баскетбольной сборной Австралии. На своём первом крупном турнире в этой должности, чемпионате мира 1994 года, вывел команду в полуфинал, однако медалей австралийки не завоевали. Затем на олимпийском турнире 1996 года команда Мара стала бронзовым призёром, впервые в своей истории завоевав олимпийские медали, а через два года добилась аналогичного результата на чемпионате мира 1998 года. В 2000 году, на Олимпийских играх в Сиднее, австралийская сборная, также впервые в истории, вышла в финал, но там не смогла противостоять на равных фавориткам из США, уступив со счётом 54:76. По словам ведущей баскетболистки «Опалов» Лорен Джексон, Мару удалось привить этому поколению национальной команды дух бескомпромиссной борьбы.
В 2000 году Мар был назначен главным тренером клуба ЖНБЛ «Сидней Пантерс», однако ближе к концу сезона расстался с командой, на тот момент лидировавшей в лиге, так как принял предложение возглавить клуб женской НБА «Вашингтон Мистикс». «Сидней» в итоге завоевал чемпионское звание под руководством Карен Далтон, до этого занимавшей должность помощника главного тренера. Мар стал первым иностранным главным тренером в женской НБА, но провёл с клубом только один сезон, выиграв 10 встреч при 22 поражениях, и в январе 2002 года был уволен.
Вернувшись в Австралию, провёл один сезон с клубом «Канберра Кэпиталз», завоевав чемпионское звание. После этого занимал пост главного тренера сначала в сборной Новой Зеландии, которую вывел в олимпийский турнир 2004 года в Афинах, а затем, в 2005—2008 годах, в сборной КНР. Китайскую сборную Мар последовательно привёл к титулу в чемпионате Азии 2005 года и на Азиатских играх 2006 года. На Олимпийских играх 2008 года в Пекине китаянки, бывшие на Олимпиаде в Афинах девятыми, под руководством австралийского тренера стали полуфиналистками, но на пьедестал почёта не попали, проиграв матч за бронзовые медали команде России.
С 2009 по 2012 год тренировал клуб ЖНБЛ «Буллин Бумерс», дважды подряд (в сезонах 2009/2010 и 2010/2011) признавался тренером года в лиге, а в 2010/2011 в девятый раз стал чемпионом ЖНБЛ. По ходу сезона 2011/2012 провёл свой 300-й матч в чемпионате Австралии, где к этому моменту соотношение побед и поражений его клубов приближалось к 4:1. В августе 2009 назначен также главным тренером женской сборной Великобритании, которую готовил к олимпийскому турниру в Лондоне. Накануне назначения Мара британки не сумели преодолеть квалификационный отбор чемпионата Европы, но под его руководством пробились в финальный турнир континентального первенства 2011 года, став первой женской сборной с Британских островов, добившейся этого результата с 1956 года, когда в финальной части чемпионата участвовала сборная Шотландии. На Олимпиаде хозяйки турнира проиграли все 5 матчей в группе, в итоге заняв 11-е место из 12 команд-участниц.
В 2013—2016 годах снова тренировал женскую сборную Китая. За эти годы ещё дважды стал с китайской командой призёром чемпионатов Азии (бронзовым в 2013 и серебряным в 2015 годах) и один раз, в 2014 году, серебряным призёром Азиатских игр. Кроме того, вывел свою команду в финальную часть чемпионата мира 2014 года, а затем выиграл с нею предолимпийский турнир 2016 года, побив рекорд австралийского баскетбола по числу выступлений на Олимпиадах. Выход со сборной КНР в олимпийский турнир в Рио-де-Жанейро стал для Мара шестым подряд; до этого он делил рекорд с Линдси Гейзом, который в 1956 году участвовал в олимпийском турнире как игрок, а с 1972 по 1984 год — как тренер.
Осенью 2016 года Мар рассматривался как возможный кандидат на пост главного тренера сборной Австралии, с которой в последний раз работал почти за 17 лет до этого, но в итоге тренером стала Сэнди Бронделло.

## Награды и звания
- Серебряный (2000) и бронзовый (1996) призёр Олимпийских игр
- Бронзовый призёр чемпионата мира (1998)
- Чемпион Азии (2005), серебряный (2015) и бронзовый (2013) призёр чемпионатов Азии
- Чемпион (2006) и вице-чемпион (2014) Азиатских игр
- 9-кратный чемпион женской НБЛ
- 4-кратный тренер года женской НБЛ
- Член Зала славы австралийского баскетбола (2006)[6]
- Член Зала славы ФИБА (2021)[10]